# Dorstenia ramosa
Dorstenia ramosa là một loài thực vật có hoa trong họ Moraceae. Loài này được (Desv.) Carauta, C.Valente & Sucre mô tả khoa học đầu tiên năm 1972.